# Конецбор
Конецбор (коми Ягбöж) — деревня в муниципальном районе «Печора» Республики Коми. Входит в сельское поселение «Озёрный».

## Географическое положение
Деревня расположена на правой стороне Печоры, вверх по ее течению в 63 км от города Печора.

## Климат
Климат умеренно-континентальный, лето короткое и умеренно-холодное, зима многоснежная, продолжительная и умеренно-суровая. Климат относится к умеренно холодному климатическому району. Климат формируется в условиях малого количества солнечной радиации зимой, под воздействием северных морей и интенсивного западного переноса воздушных масс. Вынос теплого морского воздуха, связанный с прохождением атлантических циклонов, и частые вторжения арктического воздуха с Северного Ледовитого океана придают погоде большую неустойчивость в течение всего года. Среднегодовая температура воздуха составляет −2,7°С. Средняя месячная температура самого холодного месяца — января −19,5°С. Абсолютный минимум — 55°С (1973 г.). Средняя месячная температура самого теплого месяца — июля 16°С. Абсолютный максимум +35°С (1954 г.). Число дней со средней суточной температурой воздуха выше нуля градусов составляет 162.

## История
Основана около 1750 крестьянином Василием Демидовичем Пыстиным — сыном основателя деревни Аранец Д. К. Пыстина. Его коми имя Демид Вась или Демид Васька отражено в старом, названии деревни. Для будущей деревни В. Д. Пыстин выбрал место на прав. берегу Печоры, в конце густого соснового бора, откуда и офиц. наименование деревни (39). По-коми это место называлось Ягбöж «нижний конец бора» (коми яг «сосновый бор», бöж «нижняя часть (острова, косы) по течений реки»).
Возникла в 1-й половине 19 века (не позднее 1843). 1905 — 29 дворов, 135 чел., 1926 — 47 дворов, 178 чел. В 1930 в деревне располагались школа, участок милиции, крестьянский комитет общественной взаимопомощи и сельсовет. В 1959 г. — 314 человек, в 1970—265 человек, в 1979—279 человек. В 1995 г.- 227 человек, 64 хозяйства. В 1998 г. — 241 чел. 68 хозяйств.
Упоминается с 1846 года. Население — 255 на 1 января 2011 года. Количество дворов — 82, Хозяйств — 93.
В августе 2021 года на старообрядческом кладбище деревни установили и освятили поклонный крест, после обряда освящения креста состоялись заупокойная лития при участии местных жителей и гостей. 

## Население
Постоянное население 227 человека (2002), в том числе коми 89 %. 191 человек (2010, перепись).